# Epithelopsis fulva
Epithelopsis fulva är en svampart som först beskrevs av Gordon Herriot Cunningham, och fick sitt nu gällande namn av Jülich 1976. Epithelopsis fulva ingår i släktet Epithelopsis och familjen Polyporaceae.   Inga underarter finns listade i Catalogue of Life.